# Al-Ma’amil
Al-Ma’amil (arab. المعامل) – wieś w Syrii, w muhafazie Aleppo, w dystrykcie Afrin. W 2004 roku liczyła 1359 mieszkańców.